# エスター ファースト・キル
『エスター ファースト・キル』（Orphan: First Kill）は、2022年のアメリカ合衆国のホラー映画。主演は前作に引き続きイザベル・ファーマン。2009年の映画『エスター』の第二作で、第一作以前のコールマン家に引き取られる前を描く。R15+指定。

## ストーリー
2007年のエストニア。警備が厳重な精神病院から知能が高く凶暴な美少女リーナが緻密な計画で脱走する。彼女は外見は10才だが成長ホルモンの異常で成長が止まった犯罪歴のある成人女性だった。脱走時に殺害した療法士の自宅でワインを飲みながらネットで行方不明者リストを検索し、自分と外見の似た少女エスターを見つけ出すリーナ。
アメリカ・コネチカット州の裕福なオルブライト家に行方不明から戻った少女エスターとして迎え入れられるリーナ。だが、本物のエスターの行方不明時に捜索をしていたドナン刑事は彼女を不審に思い独自の捜査を始める。
当初は、娘ではないと気づかれる前に、金目の物を盗んで逃げる心づもりでいたリーナ。しかし、エスターの父親アレンに恋をした彼女は、必要以上にオルブライト家に留まってしまう。両親の留守中に屋敷を訪れたドナン刑事が、自分の指紋を手に入れたことに気づき、刑事を殺そうと襲いかかるリーナ。だが、実際に刑事を射殺したのは、その場に現れた母親のトリシアだった。
本物のエスターは4年前に、残忍で乱暴な兄のガナーに殺されていた。母親のトリシアは息子まで醜聞で失うことを恐れてエスターの遺体を隠し、誘拐事件に見せかけたのだ。リーナから実は大人で指名手配犯だと聞いたトリシアは、バラさないことを条件に口封じした。
トリシアとガナーが自分を殺そうとしていることを察知したリーナは、アレンの留守中にガナーを殺し、トリシアと対決する。火事になった屋敷の屋根から転落して死ぬトリシア。帰宅したアレンも巻き添えで死亡した。ただ一人の生き残った娘のエスター(リーナ)は施設に保護され、職員たちは、彼女ならすぐに里親が見つかるだろうと噂した。

## 登場人物
エスター/リーナ
演 - イザベル・ファーマン、日本語吹替 - 矢島晶子
エストニアの精神病院から脱走した知能の高い殺人鬼。外見は9歳で成長が止まった31歳。
絵とピアノが得意。拘束具の痕が残った首と両手首をリボンで隠している。
ボロボロの大人の歯を隠すために入れ歯をしている。
膨らんだ胸をサラシを巻いて隠している。
トリシア・オルブライト
演 - ジュリア・スタイルズ、日本語吹替 - 斎藤恵理
エスターの母親。行方不明から戻って来た娘に違和感を感じる。
アレン・オルブライト
演 - ロッシフ・サザーランド、日本語吹替 - 志賀麻登佳
エスターの父親。芸術家。戻って来た娘を疑わずに迎え入れて、絵を教示し、蛍光塗料を使った芸術を伝える。
ガナー・オルブライト
演 - マシュー・アーロン・フィンラン、日本語吹替 - 虎島貴明
エスターの兄。フェンシング選手。エスターには関心が無い。
ドナン刑事
演 - ヒロ・カナガワ、日本語吹替 - 丸山壮史
エスターが行方不明時に捜索をしており、戻って来たエスターが偽物ではないかと疑い調べる。